# Chính quyền Đô thị Bangkok
Chính quyền Đô thị Bangkok (tiếng Thái: กรุงเทพมหานคร; RTGS: Krung Thep Maha Nakhon) (BMA) là chính quyền địa phương của Bangkok (còn được gọi là Krung Thep Maha Nakhon trong tiếng Thái), trong đó bao gồm thủ đô của Vương quốc Thái Lan. Chính quyền được chia thành hai nhánh: điều hành (hoặc Thống đốc Bangkok) và lập pháp (Hội đồng đô thị Bangkok). Vai trò của chính quyền là xây dựng và thực hiện các chính sách để quản lý Bangkok. Bao gồm dịch vụ vận chuyển, kế hoạch đô thị hóa, quản lý chất thải, nhà cửa, đường xá và cao tốc, dịch vụ an ninh, và môi trường.

Theo tổ chức Thailand Future Foundation, Bangkok có lực lượng lao động 97.000 người, bao gồm 3.200 sĩ quan tại thành phố Bangkok, 200 tại Cục thi hành pháp luật, và 3.000 tại văn phòng quận.

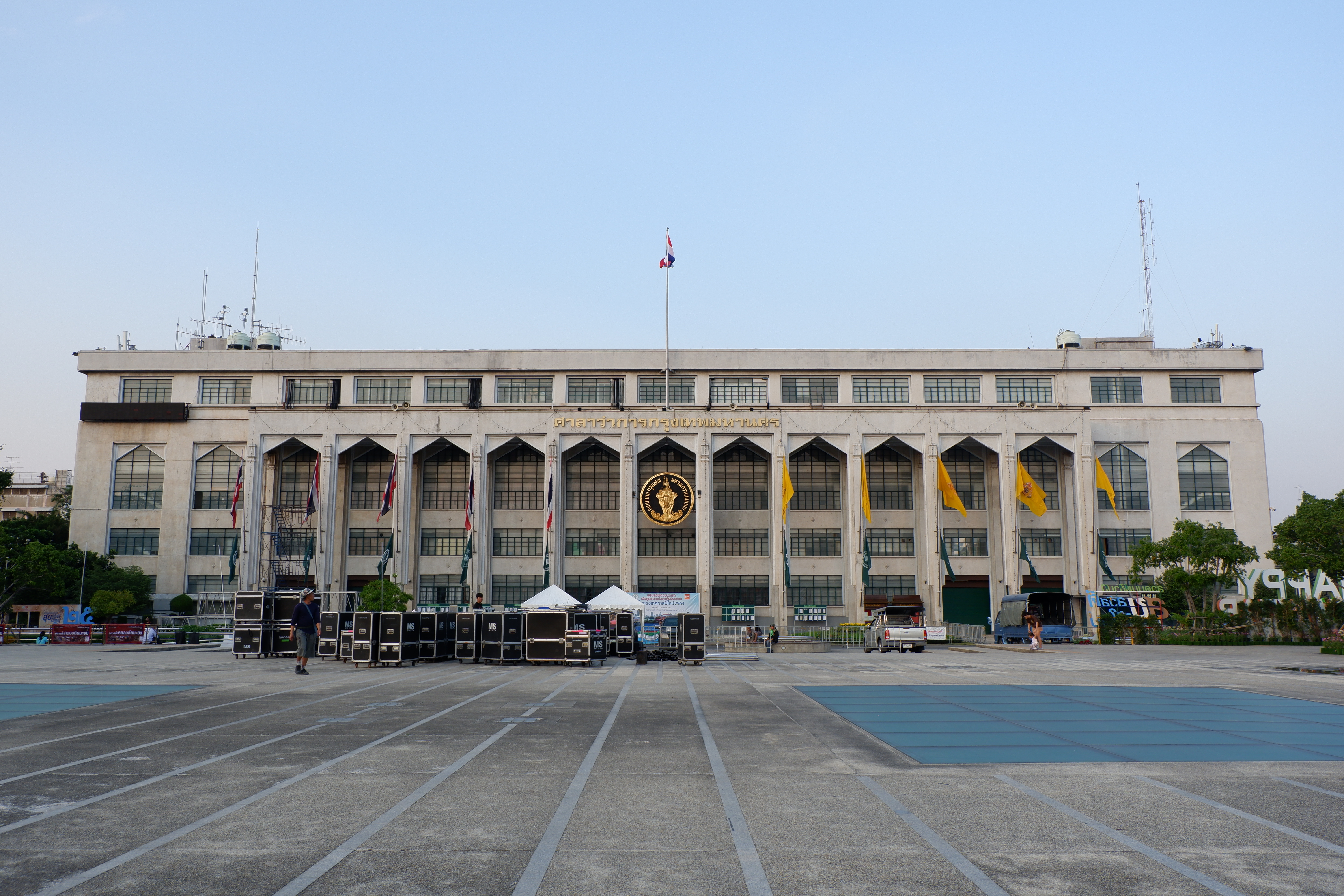
Tòa thị chính Bangkok, trụ sở Chính quyền Đô thị Bangkok

## Thống đốc Bangkok

Cờ Bangkok

Thống đốc Bangkok (tiếng Thái: ผู้ว่าราชการกรุงเทพมหานคร) là người đứng đầu chính quyền địa phương tại Bangkok. Thống đốc còn là giám đốc điều hành của Chính quyền Đô thị Bangkok (BMA). Thống đốc được tái bầu cử 4 năm 1 lần.
Người đương nhiệm hiện tại là Pol Gen Aswin Kwanmuang. Ông được chỉ định bởi Thủ tưởng Prayut Chan-o-cha trong Điều 44 của Hiến pháp tạm thời để thay thế cho Sukhumbhand Paribatra. Lý do để thay thế là "...bởi vì ông đã tham gia vào nhiều vụ án pháp lý."

### Sức mạnh và vai trò
Sức mạnh và vai trò của Thống đốc Bangkok theo quy định Đạo luật Chính quyền Đô thị Bangkok, BE 2528 (1985) (tiếng Thái: พระราชบัญญัติระเบียบบริหารราชการกรุงเทพมหานคร พ.ศ. 2528 như sau:
- Xây dựng và thực hiện các chính sách cho vùng đô thị Bangkok.
- Đứng đầu Chính quyền Đô thị Bangkok.
- Bổ nhiệm và cách chức phó thống đốc, cố vấn, thành viên quản trị, các bộ và công chức thành phố.
- Phối hợp và thực hiện các nhiệm vụ của Nội các Thái Lan, Thủ tướng Thái Lan, và Bộ Nội vụ.
- Giám sát vận hành tốt các cơ quan ban ngành và dịch vụ của thành phố.
- Thống đốc cũng được đầu tư với sức mạnh ngang bằng như các thống đốc tỉnh khác và bất kỳ thị trưởng khác.
- Quyền soạn thảo luật và các dự luật cho thành phố, được xem xét trong Hội đồng đô thị Bangkok.